# Хемичар
Хемичар (од грчке речи chēm (ía) алхемија + -ичар; замена за chymist из средњовековног латинског alchimista) је научник обучен у области хемије. Хемичари студирају композицију материјала и његова стојства. Хемичари детаљно описују својства која студирају у погледу квантитета, са детаљима на нивоу молекула и њихових компоненти атома. Хемичари пажљиво мере пропорције супстанце, брзине реакција, и друге хемијске особине. 
Хемичари користе своје знање да се упознају са композицијом и својствима непознатих супстанци, као и да репродукују и синтетишу велике количине корисних супстанци које се природно јављају и да креирају нове вештачке супстанце и корисне процесе. Хемичари могу да буду специјализовани у бројним потпољима хемије. Научници који се баве материјалима и металурзи имају знатним делом исто образовање и вештине као и хемичари. Рад хемичара је често повезан са радом хемијских инжењера, који се превасходно баве правилним дизајном, изградњом и евалуацијом најефикаснијих хемијских постројења великих размера и блиско сарађују са хемичарима на развоју нових процеса и метода за комерцијалну производњу хемикалија и сродних производа.

## Историја хемије
Корени хемије се могу пратити до феномена горења. Ватра је била мистична сила која је трансформисала једну супстанцу у другу и стога је била од примарног интереса за човечанство. Она је омогућила откриће гвожђа и стакла. Након што је откривено злато и постало драгоцен материјал, многи људи су били заинтересовано да нађу метод којим би се друге супстанце конвертовале у злато. То је довело до протонауке зване алхемија. Реч хемичар је изведена из новолатинске именице chimista, скраћенице за alchimista (алхемичар). Алхемичари су открили многе хемијске процесе који су довели до развоја модерне хемије. Хемију у данашњем облику, изумео је Антоан Лавоазје са његовим законом законом конзервације масе из 1783. године. Открића хемијских елемената имају дугу историју што је кулминирало креирањем периодног система Дмитрија Мендељејева. Нобелова награда за хемију оформљена 1901. године даје одличан преглед хемијских отркића од почетка 20. века.

## Образовање
Послови за хемичаре обично захтевају бар универзитетску диплому, а многе позиције, посебно у истраживањима, захтевају магистратуру или докторат (PhD.). Већина универзитетских програма наглашава математику и физику заједно са хемијом, делом зато што је хемија добро позната као „централна наука”, тако да хемичари морају да имају добро заокружено знање о науци. На магистарском и вишим нивоима, студенти се углавном специјализују за специфично поље. У поља специјализације се између осталог убрајају биохемија, нуклеарна хемија, органска хемија, неорганска хемија, хемија полимера, аналитичка хемија, физичка хемија, теоретска хемија, квантна хемија, хемија животне средине, и термохемија. Постдокторско искуством може да буде неопходно за поједине позиције.
Радници чији рад обухвата хемију, али не у степену комплексности који би захтевао образовање са хемијском дипломом, се обично називају хемијским техничарима. Такви техничари обично обављају послове као што су једноставније, рутинске анализе ради контроле квалитета или раде у клиничким лабораторијама. 